# Ewa Chabielska
Ewa Chabielska (ur. 1959) – polska naukowiec specjalizująca się w badaniach w zakresie kardiologii eksperymentalnej, profesor nauk farmaceutycznych.

## Życiorys
W 1984 ukończyła analitykę medyczną na Akademii Medycznej w Białymstoku. Po studiach rozpoczęła pracę w Zakładzie Farmakodynamiki UMB. W 1988 pod kierunkiem prof. Włodzimierza Buczko obroniła pracę doktorską "Wpływ alkoholu etylowego na mechanizmy serotoninergiczne w obwodowym układzie krążenia u szczura" uzyskując stopień naukowy doktora nauk medycznych. W  2000 na podstawie osiągnięć naukowych i złożonej rozprawy "Badania nad mechanizmem przeciwzakrzepowego działania kaptoprylu i losartanu w modelu zakrzepicy żylnej u szczura" otrzymała na Akademii Medycznej im. prof. Feliksa Skubiszewskiego w Lublinie stopień naukowy doktora habilitowanego nauk farmaceutycznych. W 2006] uzyskała tytuł profesora nauk farmaceutycznych.
Przewodnicząca Komisji Rewizyjnej oddziału białostockiego Polskiego Towarzystwa Farmaceutycznego. Kierownik Samodzielnej Pracowni Biofarmacji UMB. Od 2010 pracuje także w Zakładzie Biomedycznych Podstaw Nauk o Zdrowiu Akademii Wychowania Fizycznego Józefa Piłsudskiego w Warszawie Filia w Białej Podlaskiej.
Odznaczona Złotym Krzyżem Zasługi (2002).